# Pasiphaea sivado
Pasiphaea sivado (Risso, 1816), noto commercialmente come gambero bianco è un gamberetto appartenente alla famiglia Pasiphaeidae.

## Descrizione
Il corpo ha una colorazione prevalentemente trasparente, il rostro è piuttosto corto. Può presentare piccole macchie rosa o rosse. La lunghezza massima registrata è di 8 cm di cui poco più di 2 di carapace.

## Biologia

### Predatori
È spesso preda di molluschi cefalopodi come Illex coindetii, squali come Prionace glauca, Galeus melastomus, Etmopterus spinax e altri pesci come per esempio Scorpaena porcus, Hoplostethus mediterraneus mediterraneus, Thunnus thynnus e Chimaera monstrosa.
Nel mediterraneo viene predato anche da mammiferi come Stenella coeruleoalba e dal pesce spada.

### Riproduzione
La riproduzione avviene due volte all'anno.

## Distribuzione e habitat
È una specie pelagica che vive anche oltre i 300 m di profondità. È tipica delle acque europee, diffusa nell'oceano Atlantico, nel mar Mediterraneo e nel mare del Nord. È stata segnalata anche in Sudafrica.

## Pesca
A Genova non viene venduto frequentemente, mentre a Barcellona si trova più facilmente nei mercati, sempre venduto insieme ad altre specie di maggior interesse. Si può catturare facilmente con reti a strascico.